# Aleš Mandous
Aleš Mandous (Nekmíř, 21 de abril de 1992) es un futbolista checo que juega de portero en el F. K. Mladá Boleslav de la Liga de Fútbol de la República Checa. Es internacional con la selección de fútbol de la República Checa.

## Selección nacional
Mandous fue internacional sub-21 con la selección de fútbol de República Checa, antes de su debut con la selección absoluta el 7 de septiembre de 2020 en un partido de la Liga de Naciones de la UEFA frente a la selección de fútbol de Escocia, que terminó con derrota del combinado checo por 1-2. En principio Mandous, así como sus demás compañeros de selección, no fueron convocados para este partido, sin embargo, tras dar positivo en coronavirus gran parte de los seleccionados del conjunto checo, se tuvo que dar una lista alternativa para la disputa del encuentro.

## Clubes
| Club                          | País            | Año       |
| ----------------------------- | --------------- | --------- |
| F. C. Viktoria Plzeň          | República Checa | 2012-2015 |
| F. K. Bohemians (cedido)      | República Checa | 2013-2014 |
| F. K. Baník Most (cedido)     | República Checa | 2014-2015 |
| M. Š. K. Žilina               | Eslovaquia      | 2015-2018 |
| S. K. Sigma Olomouc           | República Checa | 2018-2021 |
| S. K. Slavia Praga            | República Checa | 2021-     |
| F. K. Mladá Boleslav (cedido) | República Checa | 2025-     |

## Palmarés

### Títulos nacionales
| Título                     | Club               | País            | Año  |
| -------------------------- | ------------------ | --------------- | ---- |
| Superliga de Eslovaquia    | M. Š. K. Žilina    | Eslovaquia      | 2017 |
| Copa de la República Checa | S. K. Slavia Praga | República Checa | 2023 |